# 2009年のナショナルリーグチャンピオンシップシリーズ
2009年の野球において、メジャーリーグベースボール（MLB）のポストシーズンは10月7日に開幕した。ナショナルリーグの第40回リーグチャンピオンシップシリーズ（英語: 40th National League Championship Series、以下「リーグ優勝決定戦」と表記）は、15日から21日にかけて計5試合が開催された。その結果、フィラデルフィア・フィリーズ（東地区）がロサンゼルス・ドジャース（西地区）を4勝1敗で下し、2年連続7回目のリーグ優勝およびワールドシリーズ進出を果たした。
両球団がポストシーズンで対戦するのは、前年のリーグ優勝決定戦に次いで2年連続5度目。その前の3度も含め全てリーグ優勝決定戦での対戦であり、これはシンシナティ・レッズ対ピッツバーグ・パイレーツと並ぶ同シリーズ歴代最多タイである。フィリーズのリーグ連覇は、ナショナルリーグでは1995年から1996年にかけてのアトランタ・ブレーブス以来13年ぶりであり、球団史上では初めて。シリーズMVPには、第2戦から第4戦にかけて3試合連続で先制打を放つなど、5試合で打率.333・2本塁打・8打点・OPS 1.457という成績を残したフィリーズのライアン・ハワードが選出された。しかしフィリーズは、ワールドシリーズではアメリカンリーグ王者ニューヨーク・ヤンキースに2勝4敗で敗れ、2年連続3度目の優勝を逃した。
2007年よりワールドシリーズの開幕日が、全米テレビ中継の視聴率が高く見込める曜日の放送を増やすために、土曜日から水曜日に変更された。これに伴いポストシーズンの期間が延びたため、リーグ優勝決定戦では第4戦と第5戦の間に休養日が設けられた。この方式は、今シーズン終了後に撤廃されるまで3年間続いた。

## 両チームの2009年
10月10日にまずドジャース（西地区優勝）が、そして12日にはフィリーズ（東地区優勝）が、それぞれ地区シリーズ突破を決めてリーグ優勝決定戦へ駒を進めた。
ドジャースは2008年、84勝78敗で地区を制したがリーグ優勝決定戦でフィリーズに敗れた。中心打者マニー・ラミレスがオフにFAとなったが、4か月以上におよぶ交渉の末に再契約を締結、これにより主力野手は二塁手がジェフ・ケントからオーランド・ハドソンに変わった以外ほぼ前年と同じ顔ぶれとなった。2009年は、黒田博樹が開幕戦先発登板で左脇腹を痛め2か月欠場、5月上旬にはラミレスが禁止薬物使用により50試合出場停止、と投打に中心選手が離脱する。それでもチームは4月中旬から地区首位を堅持し、7月12日の前半戦終了時点では56勝32敗と、2位サンフランシスコ・ジャイアンツに7.0ゲーム差をつけた。原動力となったのは投手陣で、特に救援のラモン・トロンコソとロナルド・ベリサリオは登板過多に陥りながらも要所を締めた。夏場の補強では、救援左腕ジョージ・シェリルや内野手ロニー・ベリアードを獲得する。するとシェリルはセットアッパーに定着し、ベリア―ドはハドソンから正二塁手の座を奪った。後半戦は勝利のペースが鈍り、コロラド・ロッキーズの追い上げを受けたものの、9月26日にはポストシーズン進出を確定させた。平均得点4.81はリーグ4位、防御率3.41はリーグ最高。若手もベテランも好成績を残し前述の途中補強も成功と、際立つ選手こそ不在ながらチーム全体が高水準にあったことで、勝率や得失点差でもリーグ最高となった。地区シリーズではセントルイス・カージナルスを3勝0敗で下した。
フィリーズは2008年、92勝70敗で地区を連覇しリーグ優勝決定戦でドジャースを下すと、そのままワールドシリーズ優勝を果たした。オフにGMのパット・ギリックが勇退し補佐のルーベン・アマロ・ジュニアが後任へ昇格、新GMの下でチームは最古参の左翼手パット・バレルがFAとなっても引き留めず、代わりにラウル・イバニェスを加えた。2009年は、序盤はフロリダ・マーリンズやニューヨーク・メッツと地区首位を争い、5月末から首位に定着する。その後は好不調の波が大きい戦いぶりながら、2位マーリンズを4.0ゲーム差離す48勝38敗で前半戦を終えた。打線がイバニェスの活躍もあって得点を重ねていく一方で、投手陣はエースのコール・ハメルズが前年より成績を落とすなど不調だったことから、チームは先発ローテーション強化に動く。こうして後半戦開始前には今季無所属のペドロ・マルティネスと契約、また7月31日のトレード期限までにはクリフ・リーを獲得した。後半戦は勝率をさらに上げて2位以下を突き放していき、9月30日に地区3連覇を決めた。平均得点5.06はリーグ最高、防御率4.16はリーグ6位。チームの弱点は救援投手陣の不安定さにあり、セーブ失敗は抑えのブラッド・リッジが11度、セットアッパーのライアン・マドソンが6度を数えた。しかし地区優勝争いではそれも致命傷とはならず、30本塁打以上の打者を4人擁する強力打線が93勝の原動力となった。地区シリーズではロッキーズを3勝1敗で下した。
リーグ優勝決定戦の第1・2・6・7戦を本拠地で開催できる "ホームフィールド・アドバンテージ" は、地区優勝球団どうしが対戦する場合はレギュラーシーズンの勝率がより高いほうの球団に、地区優勝球団とワイルドカード球団が対戦する場合は地区優勝球団に与えられる。したがって今シリーズでは、ドジャースがアドバンテージを得る。この年のレギュラーシーズンでは両球団は7試合対戦し、ドジャースが4勝3敗と勝ち越していた。

## ロースター
両チームの出場選手登録（ロースター）は以下の通り。
- 名前の横の★はこの年のオールスターゲームに選出された選手を、＃はレギュラーシーズン開幕後に入団した選手を示す。
- 年齢は今シリーズ開幕時点でのもの。

| ロサンゼルス・ドジャース | ロサンゼルス・ドジャース | ロサンゼルス・ドジャース | ロサンゼルス・ドジャース  | ロサンゼルス・ドジャース | ロサンゼルス・ドジャース | ロサンゼルス・ドジャース | フィラデルフィア・フィリーズ | フィラデルフィア・フィリーズ | フィラデルフィア・フィリーズ | フィラデルフィア・フィリーズ | フィラデルフィア・フィリーズ | フィラデルフィア・フィリーズ | フィラデルフィア・フィリーズ |
| 守備位置                 | 背番号                   | 出身                     | 選手                      | 投                       | 打                       | 年齢                     | 守備位置                     | 背番号                       | 出身                         | 選手                         | 投                           | 打                           | 年齢                         |
| ------------------------ | ------------------------ | ------------------------ | ------------------------- | ------------------------ | ------------------------ | ------------------------ | ---------------------------- | ---------------------------- | ---------------------------- | ---------------------------- | ---------------------------- | ---------------------------- | ---------------------------- |
| 投手                     | 54                       | ベネズエラの旗           | ロナルド・ベリサリオ      | 右                       | 右                       | 26                       | 投手                         | 58                           | ドミニカ共和国の旗           | アントニオ・バスタルド       | 左                           | 右                           | 24                           |
| 投手                     | 58                       | アメリカ合衆国の旗       | チャド・ビリングズリー★   | 右                       | 右                       | 25                       | 投手                         | 56                           | アメリカ合衆国の旗           | ジョー・ブラントン           | 右                           | 右                           | 28                           |
| 投手                     | 51                       | アメリカ合衆国の旗       | ジョナサン・ブロクストン★ | 右                       | 右                       | 25                       | 投手                         | 37                           | アメリカ合衆国の旗           | チャド・ダービン             | 右                           | 右                           | 31                           |
| 投手                     | 57                       | アメリカ合衆国の旗       | スコット・エルバート      | 左                       | 左                       | 24                       | 投手                         | 47                           | アメリカ合衆国の旗           | スコット・エアー             | 左                           | 左                           | 37                           |
| 投手                     | 22                       | アメリカ合衆国の旗       | クレイトン・カーショウ    | 左                       | 左                       | 21                       | 投手                         | 35                           | アメリカ合衆国の旗           | コール・ハメルズ             | 左                           | 左                           | 25                           |
| 投手                     | 56                       | 中華民国の旗             | 郭泓志                    | 左                       | 左                       | 28                       | 投手                         | 43                           | アメリカ合衆国の旗           | J.A.ハップ                   | 左                           | 左                           | 26                           |
| 投手                     | 18                       | 日本の旗                 | 黒田博樹                  | 右                       | 右                       | 34                       | 投手                         | 34                           | アメリカ合衆国の旗           | クリフ・リー＃               | 左                           | 左                           | 31                           |
| 投手                     | 44                       | ニカラグアの旗           | ビセンテ・パディーヤ＃    | 右                       | 右                       | 32                       | 投手                         | 54                           | アメリカ合衆国の旗           | ブラッド・リッジ             | 右                           | 右                           | 32                           |
| 投手                     | 52                       | アメリカ合衆国の旗       | ジョージ・シェリル        | 左                       | 左                       | 32                       | 投手                         | 46                           | アメリカ合衆国の旗           | ライアン・マドソン           | 右                           | 左                           | 29                           |
| 投手                     | 38                       | ドミニカ共和国の旗       | ラモン・トロンコソ        | 右                       | 右                       | 26                       | 投手                         | 45                           | ドミニカ共和国の旗           | ペドロ・マルティネス＃       | 右                           | 右                           | 37                           |
| 投手                     | 21                       | アメリカ合衆国の旗       | ランディ・ウルフ          | 左                       | 左                       | 33                       | 投手                         | 61                           | 大韓民国の旗                 | 朴賛浩                       | 右                           | 右                           | 36                           |
| 捕手                     | 12                       | アメリカ合衆国の旗       | ブラッド・オースマス      | 右                       | 右                       | 40                       | 捕手                         | 23                           | アメリカ合衆国の旗           | ポール・バコ＃               | 右                           | 左                           | 37                           |
| 捕手                     | 55                       | カナダの旗               | ラッセル・マーティン      | 右                       | 右                       | 26                       | 捕手                         | 51                           | パナマの旗                   | カルロス・ルイーズ           | 右                           | 右                           | 30                           |
| 内野手                   | 3                        | アメリカ合衆国の旗       | ロニー・ベリアード＃      | 右                       | 右                       | 34                       | 内野手                       | 4                            | アメリカ合衆国の旗           | エリック・ブラントレット     | 右                           | 右                           | 31                           |
| 内野手                   | 23                       | アメリカ合衆国の旗       | ケイシー・ブレイク        | 右                       | 右                       | 36                       | 内野手                       | 9                            | ベネズエラの旗               | ミゲル・カイロ               | 右                           | 右                           | 35                           |
| 内野手                   | 14                       | メキシコの旗             | フアン・カストロ          | 右                       | 右                       | 37                       | 内野手                       | 19                           | アメリカ合衆国の旗           | グレッグ・ダブス             | 右                           | 左                           | 31                           |
| 内野手                   | 15                       | ドミニカ共和国の旗       | ラファエル・ファーカル    | 右                       | 両                       | 31                       | 内野手                       | 7                            | ドミニカ共和国の旗           | ペドロ・フェリス             | 右                           | 右                           | 34                           |
| 内野手                   | 13                       | アメリカ合衆国の旗       | オーランド・ハドソン★     | 右                       | 両                       | 31                       | 内野手                       | 6                            | アメリカ合衆国の旗           | ライアン・ハワード★          | 左                           | 左                           | 29                           |
| 内野手                   | 7                        | アメリカ合衆国の旗       | ジェームズ・ローニー      | 左                       | 左                       | 25                       | 内野手                       | 11                           | アメリカ合衆国の旗           | ジミー・ロリンズ             | 右                           | 両                           | 30                           |
| 内野手                   | 5                        | アメリカ合衆国の旗       | マーク・ロレッタ          | 右                       | 右                       | 38                       | 内野手                       | 26                           | アメリカ合衆国の旗           | チェイス・アトリー★          | 右                           | 左                           | 30                           |
| 内野手                   | 25                       | アメリカ合衆国の旗       | ジム・トーミ＃            | 右                       | 左                       | 39                       | 外野手                       | 10                           | アメリカ合衆国の旗           | ベン・フランシスコ＃         | 右                           | 右                           | 27                           |
| 外野手                   | 16                       | アメリカ合衆国の旗       | アンドレ・イーシアー      | 左                       | 左                       | 27                       | 外野手                       | 29                           | アメリカ合衆国の旗           | ラウル・イバニェス★          | 右                           | 左                           | 37                           |
| 外野手                   | 27                       | アメリカ合衆国の旗       | マット・ケンプ            | 右                       | 右                       | 25                       | 外野手                       | 12                           | カナダの旗                   | マット・ステアーズ           | 右                           | 左                           | 41                           |
| 外野手                   | 9                        | アメリカ合衆国の旗       | フアン・ピエール          | 左                       | 左                       | 32                       | 外野手                       | 8                            | アメリカ合衆国の旗           | シェーン・ビクトリーノ★      | 右                           | 両                           | 28                           |
| 外野手                   | 99                       | ドミニカ共和国の旗       | マニー・ラミレス          | 右                       | 右                       | 37                       | 外野手                       | 28                           | アメリカ合衆国の旗           | ジェイソン・ワース★          | 右                           | 右                           | 30                           |

ドジャースは地区シリーズのロースターから投手をふたり入れ替え、ジョン・ガーランドとジェフ・ウィーバーに代えて黒田博樹とスコット・エルバートを加えた。先発投手の黒田は椎間板膨隆により同シリーズを欠場し、チームを離れてアリゾナ州ピオリアの球団施設で調整していた。ガーランドはレギュラーシーズンで33試合に先発したが、ポストシーズンでは登板機会がないまま、復帰する黒田と入れ替わった。ウィーバーは地区シリーズ初戦で4回表二死満塁の場面から登板、1.1イニングで相手に得点を許さず勝利投手となった。ただ今シリーズでは、右投手の彼では左打者の多い相手打線との相性が悪いとみられることや、黒田の復帰によりチャド・ビリングズリーがロングリリーフ要員にまわり彼と役割が重なったこと、彼が14日に体調を崩して発熱したことなどから、左投手のエルバートに枠を明け渡さざるを得なかった。
フィリーズも地区シリーズのロースターからふたりを入れ替えた。外されたのはいずれも投手のブレット・マイヤーズとカイル・ケンドリックで、登録されたのは投手の朴賛浩と野手のエリック・ブラントレットである。野手を増やしたのは、地区シリーズで野手不足に陥って内野手のミゲル・カイロに外野を守らせたり、投手のクリフ・リーを代走に出したりと苦しい起用を強いられたためだった。朴はこの年、救援防御率2.52と好投したが右ハムストリングを痛め、9月16日を最後に欠場が続いていた。地区シリーズでスコット・エアーが足首を捻挫したため、シリーズ途中での入れ替えによる復帰も一時は検討されたが、捻挫の程度が軽かったことから今シリーズで両者揃ってのロースター入りとなった。地区シリーズでは、マイヤーズは第2戦の8回表に登板したものの3四死球で1イニングもたずに降板、ケンドリックは登板機会がなかった。

## 試合結果
2009年のナショナルリーグ優勝決定戦は10月15日に開幕し、途中に移動日と休養日を挟んで7日間で5試合が行われた。日程・結果は以下の通り。
| 日付                                                        | 試合  | ビジター球団（先攻）         | スコア | ホーム球団（後攻）           | 開催球場                   | 開催球場                                       |
| ----------------------------------------------------------- | ----- | ---------------------------- | ------ | ---------------------------- | -------------------------- | ---------------------------------------------- |
| 10月15日（木）                                              | 第1戦 | フィラデルフィア・フィリーズ | 8－6   | ロサンゼルス・ドジャース     | ドジャー・スタジアム       | ドジャー・スタジアムシチズンズ・バンク・パーク |
| 10月16日（金）                                              | 第2戦 | フィラデルフィア・フィリーズ | 1－2   | ロサンゼルス・ドジャース     | ドジャー・スタジアム       | ドジャー・スタジアムシチズンズ・バンク・パーク |
| 10月17日（土）                                              |       | 移動日                       | 移動日 | 移動日                       |                            | ドジャー・スタジアムシチズンズ・バンク・パーク |
| 10月18日（日）                                              | 第3戦 | ロサンゼルス・ドジャース     | 0－11  | フィラデルフィア・フィリーズ | シチズンズ・バンク・パーク | ドジャー・スタジアムシチズンズ・バンク・パーク |
| 10月19日（月）                                              | 第4戦 | ロサンゼルス・ドジャース     | 4－5x  | フィラデルフィア・フィリーズ | シチズンズ・バンク・パーク | ドジャー・スタジアムシチズンズ・バンク・パーク |
| 10月20日（火）                                              |       | 休養日                       | 休養日 | 休養日                       | シチズンズ・バンク・パーク | ドジャー・スタジアムシチズンズ・バンク・パーク |
| 10月21日（水）                                              | 第5戦 | ロサンゼルス・ドジャース     | 4－10  | フィラデルフィア・フィリーズ | シチズンズ・バンク・パーク | ドジャー・スタジアムシチズンズ・バンク・パーク |
| 優勝：フィラデルフィア・フィリーズ（4勝1敗 / 2年連続7度目） |       |                              |        |                              |                            | ドジャー・スタジアムシチズンズ・バンク・パーク |

### 第1戦 10月15日
- ドジャー・スタジアム（カリフォルニア州ロサンゼルス）

|                              | 1 | 2 | 3 | 4 | 5 | 6 | 7 | 8 | 9 | R | H  | E |
| ---------------------------- | - | - | - | - | - | - | - | - | - | - | -- | - |
| フィラデルフィア・フィリーズ | 0 | 0 | 0 | 0 | 5 | 0 | 0 | 3 | 0 | 8 | 8  | 1 |
| ロサンゼルス・ドジャース     | 0 | 1 | 0 | 0 | 3 | 0 | 0 | 2 | 0 | 6 | 14 | 0 |

1. 勝利：コール・ハメルズ（1勝）
2. セーブ：ブラッド・リッジ（1S）
3. 敗戦：クレイトン・カーショウ（1敗）
4. 本塁打
PHI：カルロス・ルイーズ1号3ラン、ラウル・イバニェス1号3ラン
LAD：ジェームズ・ローニー1号ソロ、マニー・ラミレス1号2ラン
5. 審判
［球審］ランディ・マーシュ
［塁審］一塁: ブルース・ドレックマン、二塁: サム・ホルブルック、三塁: テッド・バレット
［外審］左翼: トム・ハリオン、右翼: ゲイリー・シダーストロム
6. 試合開始時刻: 太平洋夏時間（UTC-7）午後5時8分  試合時間: 4時間2分  観客: 5万6000人  気温: 75°F（23.9°C）
詳細: MLB.com Gameday / ESPN.com / Baseball-Reference.com / Fangraphs

| フィラデルフィア・フィリーズ | フィラデルフィア・フィリーズ | フィラデルフィア・フィリーズ | フィラデルフィア・フィリーズ | フィラデルフィア・フィリーズ                                                                            | ロサンゼルス・ドジャース | ロサンゼルス・ドジャース | ロサンゼルス・ドジャース | ロサンゼルス・ドジャース | ロサンゼルス・ドジャース                                                                                    |
| ---------------------------- | ---------------------------- | ---------------------------- | ---------------------------- | --- | ------------------------ | ------------------------ | ------------------------ | ------------------------ | --- |
| 打順                         | 守備                         | 選手                         | 打席                         | C・ハメルズC・ルイーズR・ハワードC・アトリーP・フェリスJ・ロリンズR・イバニェスS・ビクトリーノJ・ワース | 打順                     | 守備                     | 選手                     | 打席                     | C・カーショウR・マーティンJ・ローニーR・ベリアードC・ブレイクR・ファーカルM・ラミレスM・ケンプA・イーシアー |
| 1                            | 遊                           | J・ロリンズ                  | 両                           | C・ハメルズC・ルイーズR・ハワードC・アトリーP・フェリスJ・ロリンズR・イバニェスS・ビクトリーノJ・ワース | 1                        | 遊                       | R・ファーカル            | 両                       | C・カーショウR・マーティンJ・ローニーR・ベリアードC・ブレイクR・ファーカルM・ラミレスM・ケンプA・イーシアー |
| 2                            | 中                           | S・ビクトリーノ              | 両                           | C・ハメルズC・ルイーズR・ハワードC・アトリーP・フェリスJ・ロリンズR・イバニェスS・ビクトリーノJ・ワース | 2                        | 右                       | A・イーシアー            | 左                       | C・カーショウR・マーティンJ・ローニーR・ベリアードC・ブレイクR・ファーカルM・ラミレスM・ケンプA・イーシアー |
| 3                            | 二                           | C・アトリー                  | 左                           | C・ハメルズC・ルイーズR・ハワードC・アトリーP・フェリスJ・ロリンズR・イバニェスS・ビクトリーノJ・ワース | 3                        | 左                       | M・ラミレス              | 右                       | C・カーショウR・マーティンJ・ローニーR・ベリアードC・ブレイクR・ファーカルM・ラミレスM・ケンプA・イーシアー |
| 4                            | 一                           | R・ハワード                  | 左                           | C・ハメルズC・ルイーズR・ハワードC・アトリーP・フェリスJ・ロリンズR・イバニェスS・ビクトリーノJ・ワース | 4                        | 中                       | M・ケンプ                | 右                       | C・カーショウR・マーティンJ・ローニーR・ベリアードC・ブレイクR・ファーカルM・ラミレスM・ケンプA・イーシアー |
| 5                            | 右                           | J・ワース                    | 右                           | C・ハメルズC・ルイーズR・ハワードC・アトリーP・フェリスJ・ロリンズR・イバニェスS・ビクトリーノJ・ワース | 5                        | 三                       | C・ブレイク              | 右                       | C・カーショウR・マーティンJ・ローニーR・ベリアードC・ブレイクR・ファーカルM・ラミレスM・ケンプA・イーシアー |
| 6                            | 左                           | R・イバニェス                | 左                           | C・ハメルズC・ルイーズR・ハワードC・アトリーP・フェリスJ・ロリンズR・イバニェスS・ビクトリーノJ・ワース | 6                        | 一                       | J・ローニー              | 左                       | C・カーショウR・マーティンJ・ローニーR・ベリアードC・ブレイクR・ファーカルM・ラミレスM・ケンプA・イーシアー |
| 7                            | 三                           | P・フェリス                  | 右                           | C・ハメルズC・ルイーズR・ハワードC・アトリーP・フェリスJ・ロリンズR・イバニェスS・ビクトリーノJ・ワース | 7                        | 二                       | R・ベリアード            | 右                       | C・カーショウR・マーティンJ・ローニーR・ベリアードC・ブレイクR・ファーカルM・ラミレスM・ケンプA・イーシアー |
| 8                            | 捕                           | C・ルイーズ                  | 右                           | C・ハメルズC・ルイーズR・ハワードC・アトリーP・フェリスJ・ロリンズR・イバニェスS・ビクトリーノJ・ワース | 8                        | 捕                       | R・マーティン            | 右                       | C・カーショウR・マーティンJ・ローニーR・ベリアードC・ブレイクR・ファーカルM・ラミレスM・ケンプA・イーシアー |
| 9                            | 投                           | C・ハメルズ                  | 左                           | C・ハメルズC・ルイーズR・ハワードC・アトリーP・フェリスJ・ロリンズR・イバニェスS・ビクトリーノJ・ワース | 9                        | 投                       | C・カーショウ            | 左                       | C・カーショウR・マーティンJ・ローニーR・ベリアードC・ブレイクR・ファーカルM・ラミレスM・ケンプA・イーシアー |
| 先発投手                     | 先発投手                     | 先発投手                     | 投球                         | C・ハメルズC・ルイーズR・ハワードC・アトリーP・フェリスJ・ロリンズR・イバニェスS・ビクトリーノJ・ワース | 先発投手                 | 先発投手                 | 先発投手                 | 投球                     | C・カーショウR・マーティンJ・ローニーR・ベリアードC・ブレイクR・ファーカルM・ラミレスM・ケンプA・イーシアー |
| C・ハメルズ                  | C・ハメルズ                  | C・ハメルズ                  | 左                           | C・ハメルズC・ルイーズR・ハワードC・アトリーP・フェリスJ・ロリンズR・イバニェスS・ビクトリーノJ・ワース | C・カーショウ            | C・カーショウ            | C・カーショウ            | 左                       | C・カーショウR・マーティンJ・ローニーR・ベリアードC・ブレイクR・ファーカルM・ラミレスM・ケンプA・イーシアー |

### 第2戦 10月16日
- ドジャー・スタジアム（カリフォルニア州ロサンゼルス）

|                              | 1 | 2 | 3 | 4 | 5 | 6 | 7 | 8 | 9 | R | H | E |
| ---------------------------- | - | - | - | - | - | - | - | - | - | - | - | - |
| フィラデルフィア・フィリーズ | 0 | 0 | 0 | 1 | 0 | 0 | 0 | 0 | 0 | 1 | 4 | 1 |
| ロサンゼルス・ドジャース     | 0 | 0 | 0 | 0 | 0 | 0 | 0 | 2 | X | 2 | 5 | 0 |

1. 勝利：郭泓志（1勝）
2. セーブ：ジョナサン・ブロクストン（1S）
3. 敗戦：朴賛浩（1敗）
4. 本塁打
PHI：ライアン・ハワード1号ソロ
5. 審判
［球審］ブルース・ドレックマン
［塁審］一塁: サム・ホルブルック、二塁: テッド・バレット、三塁: トム・ハリオン
［外審］左翼: ゲイリー・シダーストロム、右翼: ランディ・マーシュ
6. 試合開始時刻: 太平洋夏時間（UTC-7）午後1時8分  試合時間: 3時間5分  観客: 5万6000人  気温: 93°F（33.9°C）
詳細: MLB.com Gameday / ESPN.com / Baseball-Reference.com / Fangraphs

| フィラデルフィア・フィリーズ | フィラデルフィア・フィリーズ | フィラデルフィア・フィリーズ | フィラデルフィア・フィリーズ | フィラデルフィア・フィリーズ                                                                                | ロサンゼルス・ドジャース | ロサンゼルス・ドジャース | ロサンゼルス・ドジャース | ロサンゼルス・ドジャース | ロサンゼルス・ドジャース                                                                                    |
| ---------------------------- | ---------------------------- | ---------------------------- | ---------------------------- | --- | ------------------------ | ------------------------ | ------------------------ | ------------------------ | --- |
| 打順                         | 守備                         | 選手                         | 打席                         | P・マルティネスC・ルイーズR・ハワードC・アトリーP・フェリスJ・ロリンズR・イバニェスS・ビクトリーノJ・ワース | 打順                     | 守備                     | 選手                     | 打席                     | V・パディーヤR・マーティンJ・ローニーR・ベリアードC・ブレイクR・ファーカルM・ラミレスM・ケンプA・イーシアー |
| 1                            | 遊                           | J・ロリンズ                  | 両                           | P・マルティネスC・ルイーズR・ハワードC・アトリーP・フェリスJ・ロリンズR・イバニェスS・ビクトリーノJ・ワース | 1                        | 遊                       | R・ファーカル            | 両                       | V・パディーヤR・マーティンJ・ローニーR・ベリアードC・ブレイクR・ファーカルM・ラミレスM・ケンプA・イーシアー |
| 2                            | 中                           | S・ビクトリーノ              | 両                           | P・マルティネスC・ルイーズR・ハワードC・アトリーP・フェリスJ・ロリンズR・イバニェスS・ビクトリーノJ・ワース | 2                        | 中                       | M・ケンプ                | 右                       | V・パディーヤR・マーティンJ・ローニーR・ベリアードC・ブレイクR・ファーカルM・ラミレスM・ケンプA・イーシアー |
| 3                            | 二                           | C・アトリー                  | 左                           | P・マルティネスC・ルイーズR・ハワードC・アトリーP・フェリスJ・ロリンズR・イバニェスS・ビクトリーノJ・ワース | 3                        | 右                       | A・イーシアー            | 左                       | V・パディーヤR・マーティンJ・ローニーR・ベリアードC・ブレイクR・ファーカルM・ラミレスM・ケンプA・イーシアー |
| 4                            | 一                           | R・ハワード                  | 左                           | P・マルティネスC・ルイーズR・ハワードC・アトリーP・フェリスJ・ロリンズR・イバニェスS・ビクトリーノJ・ワース | 4                        | 左                       | M・ラミレス              | 右                       | V・パディーヤR・マーティンJ・ローニーR・ベリアードC・ブレイクR・ファーカルM・ラミレスM・ケンプA・イーシアー |
| 5                            | 右                           | J・ワース                    | 右                           | P・マルティネスC・ルイーズR・ハワードC・アトリーP・フェリスJ・ロリンズR・イバニェスS・ビクトリーノJ・ワース | 5                        | 一                       | J・ローニー              | 左                       | V・パディーヤR・マーティンJ・ローニーR・ベリアードC・ブレイクR・ファーカルM・ラミレスM・ケンプA・イーシアー |
| 6                            | 左                           | R・イバニェス                | 左                           | P・マルティネスC・ルイーズR・ハワードC・アトリーP・フェリスJ・ロリンズR・イバニェスS・ビクトリーノJ・ワース | 6                        | 三                       | C・ブレイク              | 右                       | V・パディーヤR・マーティンJ・ローニーR・ベリアードC・ブレイクR・ファーカルM・ラミレスM・ケンプA・イーシアー |
| 7                            | 三                           | P・フェリス                  | 右                           | P・マルティネスC・ルイーズR・ハワードC・アトリーP・フェリスJ・ロリンズR・イバニェスS・ビクトリーノJ・ワース | 7                        | 二                       | R・ベリアード            | 右                       | V・パディーヤR・マーティンJ・ローニーR・ベリアードC・ブレイクR・ファーカルM・ラミレスM・ケンプA・イーシアー |
| 8                            | 捕                           | C・ルイーズ                  | 右                           | P・マルティネスC・ルイーズR・ハワードC・アトリーP・フェリスJ・ロリンズR・イバニェスS・ビクトリーノJ・ワース | 8                        | 捕                       | R・マーティン            | 右                       | V・パディーヤR・マーティンJ・ローニーR・ベリアードC・ブレイクR・ファーカルM・ラミレスM・ケンプA・イーシアー |
| 9                            | 投                           | P・マルティネス              | 右                           | P・マルティネスC・ルイーズR・ハワードC・アトリーP・フェリスJ・ロリンズR・イバニェスS・ビクトリーノJ・ワース | 9                        | 投                       | V・パディーヤ            | 右                       | V・パディーヤR・マーティンJ・ローニーR・ベリアードC・ブレイクR・ファーカルM・ラミレスM・ケンプA・イーシアー |
| 先発投手                     | 先発投手                     | 先発投手                     | 投球                         | P・マルティネスC・ルイーズR・ハワードC・アトリーP・フェリスJ・ロリンズR・イバニェスS・ビクトリーノJ・ワース | 先発投手                 | 先発投手                 | 先発投手                 | 投球                     | V・パディーヤR・マーティンJ・ローニーR・ベリアードC・ブレイクR・ファーカルM・ラミレスM・ケンプA・イーシアー |
| P・マルティネス              | P・マルティネス              | P・マルティネス              | 右                           | P・マルティネスC・ルイーズR・ハワードC・アトリーP・フェリスJ・ロリンズR・イバニェスS・ビクトリーノJ・ワース | V・パディーヤ            | V・パディーヤ            | V・パディーヤ            | 右                       | V・パディーヤR・マーティンJ・ローニーR・ベリアードC・ブレイクR・ファーカルM・ラミレスM・ケンプA・イーシアー |

### 第3戦 10月18日
- シチズンズ・バンク・パーク（ペンシルベニア州フィラデルフィア）

|                              | 1 | 2 | 3 | 4 | 5 | 6 | 7 | 8 | 9 | R  | H  | E |
| ---------------------------- | - | - | - | - | - | - | - | - | - | -- | -- | - |
| ロサンゼルス・ドジャース     | 0 | 0 | 0 | 0 | 0 | 0 | 0 | 0 | 0 | 0  | 3  | 0 |
| フィラデルフィア・フィリーズ | 4 | 2 | 0 | 0 | 2 | 0 | 0 | 3 | X | 11 | 11 | 0 |

1. 勝利：クリフ・リー（1勝）
2. 敗戦：黒田博樹（1敗）
3. 本塁打
PHI：ジェイソン・ワース1号2ラン、シェーン・ビクトリーノ1号3ラン
4. 審判
［球審］サム・ホルブルック
［塁審］一塁: テッド・バレット、二塁: トム・ハリオン、三塁: ゲイリー・シダーストロム
［外審］左翼: ランディ・マーシュ、右翼: ブルース・ドレックマン
5. 試合開始時刻: 東部夏時間（UTC-4）午後8時10分  試合時間: 3時間12分  観客: 4万5721人  気温: 47°F（8.3°C）
詳細: MLB.com Gameday / ESPN.com / Baseball-Reference.com / Fangraphs

| ロサンゼルス・ドジャース | ロサンゼルス・ドジャース | ロサンゼルス・ドジャース | ロサンゼルス・ドジャース | ロサンゼルス・ドジャース                                                                               | フィラデルフィア・フィリーズ | フィラデルフィア・フィリーズ | フィラデルフィア・フィリーズ | フィラデルフィア・フィリーズ | フィラデルフィア・フィリーズ                                                                        |
| ------------------------ | ------------------------ | ------------------------ | ------------------------ | --- | ---------------------------- | ---------------------------- | ---------------------------- | ---------------------------- | --------------------------------------------------------------------------------------------------- |
| 打順                     | 守備                     | 選手                     | 打席                     | 黒田博樹R・マーティンJ・ローニーR・ベリアードC・ブレイクR・ファーカルM・ラミレスM・ケンプA・イーシアー | 打順                         | 守備                         | 選手                         | 打席                         | C・リーC・ルイーズR・ハワードC・アトリーP・フェリスJ・ロリンズR・イバニェスS・ビクトリーノJ・ワース |
| 1                        | 遊                       | R・ファーカル            | 両                       | 黒田博樹R・マーティンJ・ローニーR・ベリアードC・ブレイクR・ファーカルM・ラミレスM・ケンプA・イーシアー | 1                            | 遊                           | J・ロリンズ                  | 両                           | C・リーC・ルイーズR・ハワードC・アトリーP・フェリスJ・ロリンズR・イバニェスS・ビクトリーノJ・ワース |
| 2                        | 二                       | R・ベリアード            | 右                       | 黒田博樹R・マーティンJ・ローニーR・ベリアードC・ブレイクR・ファーカルM・ラミレスM・ケンプA・イーシアー | 2                            | 中                           | S・ビクトリーノ              | 両                           | C・リーC・ルイーズR・ハワードC・アトリーP・フェリスJ・ロリンズR・イバニェスS・ビクトリーノJ・ワース |
| 3                        | 右                       | A・イーシアー            | 左                       | 黒田博樹R・マーティンJ・ローニーR・ベリアードC・ブレイクR・ファーカルM・ラミレスM・ケンプA・イーシアー | 3                            | 二                           | C・アトリー                  | 左                           | C・リーC・ルイーズR・ハワードC・アトリーP・フェリスJ・ロリンズR・イバニェスS・ビクトリーノJ・ワース |
| 4                        | 左                       | M・ラミレス              | 右                       | 黒田博樹R・マーティンJ・ローニーR・ベリアードC・ブレイクR・ファーカルM・ラミレスM・ケンプA・イーシアー | 4                            | 一                           | R・ハワード                  | 左                           | C・リーC・ルイーズR・ハワードC・アトリーP・フェリスJ・ロリンズR・イバニェスS・ビクトリーノJ・ワース |
| 5                        | 中                       | M・ケンプ                | 右                       | 黒田博樹R・マーティンJ・ローニーR・ベリアードC・ブレイクR・ファーカルM・ラミレスM・ケンプA・イーシアー | 5                            | 右                           | J・ワース                    | 右                           | C・リーC・ルイーズR・ハワードC・アトリーP・フェリスJ・ロリンズR・イバニェスS・ビクトリーノJ・ワース |
| 6                        | 一                       | J・ローニー              | 左                       | 黒田博樹R・マーティンJ・ローニーR・ベリアードC・ブレイクR・ファーカルM・ラミレスM・ケンプA・イーシアー | 6                            | 左                           | R・イバニェス                | 左                           | C・リーC・ルイーズR・ハワードC・アトリーP・フェリスJ・ロリンズR・イバニェスS・ビクトリーノJ・ワース |
| 7                        | 三                       | C・ブレイク              | 右                       | 黒田博樹R・マーティンJ・ローニーR・ベリアードC・ブレイクR・ファーカルM・ラミレスM・ケンプA・イーシアー | 7                            | 三                           | P・フェリス                  | 右                           | C・リーC・ルイーズR・ハワードC・アトリーP・フェリスJ・ロリンズR・イバニェスS・ビクトリーノJ・ワース |
| 8                        | 捕                       | R・マーティン            | 右                       | 黒田博樹R・マーティンJ・ローニーR・ベリアードC・ブレイクR・ファーカルM・ラミレスM・ケンプA・イーシアー | 8                            | 捕                           | C・ルイーズ                  | 右                           | C・リーC・ルイーズR・ハワードC・アトリーP・フェリスJ・ロリンズR・イバニェスS・ビクトリーノJ・ワース |
| 9                        | 投                       | 黒田博樹                 | 右                       | 黒田博樹R・マーティンJ・ローニーR・ベリアードC・ブレイクR・ファーカルM・ラミレスM・ケンプA・イーシアー | 9                            | 投                           | C・リー                      | 左                           | C・リーC・ルイーズR・ハワードC・アトリーP・フェリスJ・ロリンズR・イバニェスS・ビクトリーノJ・ワース |
| 先発投手                 | 先発投手                 | 先発投手                 | 投球                     | 黒田博樹R・マーティンJ・ローニーR・ベリアードC・ブレイクR・ファーカルM・ラミレスM・ケンプA・イーシアー | 先発投手                     | 先発投手                     | 先発投手                     | 投球                         | C・リーC・ルイーズR・ハワードC・アトリーP・フェリスJ・ロリンズR・イバニェスS・ビクトリーノJ・ワース |
| 黒田博樹                 | 黒田博樹                 | 黒田博樹                 | 右                       | 黒田博樹R・マーティンJ・ローニーR・ベリアードC・ブレイクR・ファーカルM・ラミレスM・ケンプA・イーシアー | C・リー                      | C・リー                      | C・リー                      | 左                           | C・リーC・ルイーズR・ハワードC・アトリーP・フェリスJ・ロリンズR・イバニェスS・ビクトリーノJ・ワース |

### 第4戦 10月19日
- シチズンズ・バンク・パーク（ペンシルベニア州フィラデルフィア）

|                              | 1 | 2 | 3 | 4 | 5 | 6 | 7 | 8 | 9  | R | H | E |
| ---------------------------- | - | - | - | - | - | - | - | - | -- | - | - | - |
| ロサンゼルス・ドジャース     | 0 | 0 | 0 | 2 | 1 | 1 | 0 | 0 | 0  | 4 | 8 | 0 |
| フィラデルフィア・フィリーズ | 2 | 0 | 0 | 0 | 0 | 1 | 0 | 0 | 2x | 5 | 5 | 1 |

1. 勝利：ブラッド・リッジ（1勝1S）
2. 敗戦：ジョナサン・ブロクストン（1敗1S）
3. 本塁打
LAD：マット・ケンプ1号ソロ
PHI：ライアン・ハワード2号2ラン
4. 審判
［球審］テッド・バレット
［塁審］一塁: トム・ハリオン、二塁: ゲイリー・シダーストロム、三塁: ランディ・マーシュ
［外審］左翼: ブルース・ドレックマン、右翼: サム・ホルブルック
5. 試合開始時刻: 東部夏時間（UTC-4）午後8時8分  試合時間: 3時間44分  観客: 4万6157人  気温: 48°F（8.9°C）
詳細: MLB.com Gameday / ESPN.com / Baseball-Reference.com / Fangraphs

| ロサンゼルス・ドジャース | ロサンゼルス・ドジャース | ロサンゼルス・ドジャース | ロサンゼルス・ドジャース | ロサンゼルス・ドジャース                                                                                | フィラデルフィア・フィリーズ | フィラデルフィア・フィリーズ | フィラデルフィア・フィリーズ | フィラデルフィア・フィリーズ | フィラデルフィア・フィリーズ                                                                              |
| ------------------------ | ------------------------ | ------------------------ | ------------------------ | --- | ---------------------------- | ---------------------------- | ---------------------------- | ---------------------------- | --- |
| 打順                     | 守備                     | 選手                     | 打席                     | R・ウルフR・マーティンJ・ローニーR・ベリアードC・ブレイクR・ファーカルM・ラミレスM・ケンプA・イーシアー | 打順                         | 守備                         | 選手                         | 打席                         | J・ブラントンC・ルイーズR・ハワードC・アトリーP・フェリスJ・ロリンズR・イバニェスS・ビクトリーノJ・ワース |
| 1                        | 遊                       | R・ファーカル            | 両                       | R・ウルフR・マーティンJ・ローニーR・ベリアードC・ブレイクR・ファーカルM・ラミレスM・ケンプA・イーシアー | 1                            | 遊                           | J・ロリンズ                  | 両                           | J・ブラントンC・ルイーズR・ハワードC・アトリーP・フェリスJ・ロリンズR・イバニェスS・ビクトリーノJ・ワース |
| 2                        | 中                       | M・ケンプ                | 右                       | R・ウルフR・マーティンJ・ローニーR・ベリアードC・ブレイクR・ファーカルM・ラミレスM・ケンプA・イーシアー | 2                            | 中                           | S・ビクトリーノ              | 両                           | J・ブラントンC・ルイーズR・ハワードC・アトリーP・フェリスJ・ロリンズR・イバニェスS・ビクトリーノJ・ワース |
| 3                        | 右                       | A・イーシアー            | 左                       | R・ウルフR・マーティンJ・ローニーR・ベリアードC・ブレイクR・ファーカルM・ラミレスM・ケンプA・イーシアー | 3                            | 二                           | C・アトリー                  | 左                           | J・ブラントンC・ルイーズR・ハワードC・アトリーP・フェリスJ・ロリンズR・イバニェスS・ビクトリーノJ・ワース |
| 4                        | 左                       | M・ラミレス              | 右                       | R・ウルフR・マーティンJ・ローニーR・ベリアードC・ブレイクR・ファーカルM・ラミレスM・ケンプA・イーシアー | 4                            | 一                           | R・ハワード                  | 左                           | J・ブラントンC・ルイーズR・ハワードC・アトリーP・フェリスJ・ロリンズR・イバニェスS・ビクトリーノJ・ワース |
| 5                        | 一                       | J・ローニー              | 左                       | R・ウルフR・マーティンJ・ローニーR・ベリアードC・ブレイクR・ファーカルM・ラミレスM・ケンプA・イーシアー | 5                            | 右                           | J・ワース                    | 右                           | J・ブラントンC・ルイーズR・ハワードC・アトリーP・フェリスJ・ロリンズR・イバニェスS・ビクトリーノJ・ワース |
| 6                        | 二                       | R・ベリアード            | 右                       | R・ウルフR・マーティンJ・ローニーR・ベリアードC・ブレイクR・ファーカルM・ラミレスM・ケンプA・イーシアー | 6                            | 左                           | R・イバニェス                | 左                           | J・ブラントンC・ルイーズR・ハワードC・アトリーP・フェリスJ・ロリンズR・イバニェスS・ビクトリーノJ・ワース |
| 7                        | 捕                       | R・マーティン            | 右                       | R・ウルフR・マーティンJ・ローニーR・ベリアードC・ブレイクR・ファーカルM・ラミレスM・ケンプA・イーシアー | 7                            | 三                           | P・フェリス                  | 右                           | J・ブラントンC・ルイーズR・ハワードC・アトリーP・フェリスJ・ロリンズR・イバニェスS・ビクトリーノJ・ワース |
| 8                        | 三                       | C・ブレイク              | 右                       | R・ウルフR・マーティンJ・ローニーR・ベリアードC・ブレイクR・ファーカルM・ラミレスM・ケンプA・イーシアー | 8                            | 捕                           | C・ルイーズ                  | 右                           | J・ブラントンC・ルイーズR・ハワードC・アトリーP・フェリスJ・ロリンズR・イバニェスS・ビクトリーノJ・ワース |
| 9                        | 投                       | R・ウルフ                | 左                       | R・ウルフR・マーティンJ・ローニーR・ベリアードC・ブレイクR・ファーカルM・ラミレスM・ケンプA・イーシアー | 9                            | 投                           | J・ブラントン                | 右                           | J・ブラントンC・ルイーズR・ハワードC・アトリーP・フェリスJ・ロリンズR・イバニェスS・ビクトリーノJ・ワース |
| 先発投手                 | 先発投手                 | 先発投手                 | 投球                     | R・ウルフR・マーティンJ・ローニーR・ベリアードC・ブレイクR・ファーカルM・ラミレスM・ケンプA・イーシアー | 先発投手                     | 先発投手                     | 先発投手                     | 投球                         | J・ブラントンC・ルイーズR・ハワードC・アトリーP・フェリスJ・ロリンズR・イバニェスS・ビクトリーノJ・ワース |
| R・ウルフ                | R・ウルフ                | R・ウルフ                | 左                       | R・ウルフR・マーティンJ・ローニーR・ベリアードC・ブレイクR・ファーカルM・ラミレスM・ケンプA・イーシアー | J・ブラントン                | J・ブラントン                | J・ブラントン                | 右                           | J・ブラントンC・ルイーズR・ハワードC・アトリーP・フェリスJ・ロリンズR・イバニェスS・ビクトリーノJ・ワース |

### 第5戦 10月21日
- シチズンズ・バンク・パーク（ペンシルベニア州フィラデルフィア）

|                              | 1 | 2 | 3 | 4 | 5 | 6 | 7 | 8 | 9 | R  | H | E |
| ---------------------------- | - | - | - | - | - | - | - | - | - | -- | - | - |
| ロサンゼルス・ドジャース     | 1 | 1 | 0 | 0 | 1 | 0 | 0 | 1 | 0 | 4  | 8 | 0 |
| フィラデルフィア・フィリーズ | 3 | 1 | 0 | 2 | 0 | 2 | 1 | 1 | X | 10 | 8 | 0 |

1. 勝利：チャド・ダービン（1勝）
2. 敗戦：ビセンテ・パディーヤ（1敗）
3. 本塁打
LAD：アンドレ・イーシアー1号ソロ、ジェームズ・ローニー1号ソロ、オーランド・ハドソン1号ソロ
PHI：ジェイソン・ワース2号3ラン・3号ソロ、ペドロ・フェリス1号ソロ、シェーン・ビクトリーノ2号2ラン
4. 審判
［球審］トム・ハリオン
［塁審］一塁: ゲイリー・シダーストロム、二塁: ランディ・マーシュ、三塁: ブルース・ドレックマン
［外審］左翼: サム・ホルブルック、右翼: テッド・バレット
5. 試合開始時刻: 東部夏時間（UTC-4）午後8時7分  試合時間: 3時間40分  観客: 4万6214人  気温: 63°F（17.2°C）
詳細: MLB.com Gameday / ESPN.com / Baseball-Reference.com / Fangraphs

| ロサンゼルス・ドジャース | ロサンゼルス・ドジャース | ロサンゼルス・ドジャース | ロサンゼルス・ドジャース | ロサンゼルス・ドジャース                                                                                    | フィラデルフィア・フィリーズ | フィラデルフィア・フィリーズ | フィラデルフィア・フィリーズ | フィラデルフィア・フィリーズ | フィラデルフィア・フィリーズ                                                                            |
| ------------------------ | ------------------------ | ------------------------ | ------------------------ | --- | ---------------------------- | ---------------------------- | ---------------------------- | ---------------------------- | --- |
| 打順                     | 守備                     | 選手                     | 打席                     | V・パディーヤR・マーティンJ・ローニーR・ベリアードC・ブレイクR・ファーカルM・ラミレスM・ケンプA・イーシアー | 打順                         | 守備                         | 選手                         | 打席                         | C・ハメルズC・ルイーズR・ハワードC・アトリーP・フェリスJ・ロリンズR・イバニェスS・ビクトリーノJ・ワース |
| 1                        | 遊                       | R・ファーカル            | 両                       | V・パディーヤR・マーティンJ・ローニーR・ベリアードC・ブレイクR・ファーカルM・ラミレスM・ケンプA・イーシアー | 1                            | 遊                           | J・ロリンズ                  | 両                           | C・ハメルズC・ルイーズR・ハワードC・アトリーP・フェリスJ・ロリンズR・イバニェスS・ビクトリーノJ・ワース |
| 2                        | 二                       | R・ベリアード            | 右                       | V・パディーヤR・マーティンJ・ローニーR・ベリアードC・ブレイクR・ファーカルM・ラミレスM・ケンプA・イーシアー | 2                            | 中                           | S・ビクトリーノ              | 両                           | C・ハメルズC・ルイーズR・ハワードC・アトリーP・フェリスJ・ロリンズR・イバニェスS・ビクトリーノJ・ワース |
| 3                        | 右                       | A・イーシアー            | 左                       | V・パディーヤR・マーティンJ・ローニーR・ベリアードC・ブレイクR・ファーカルM・ラミレスM・ケンプA・イーシアー | 3                            | 二                           | C・アトリー                  | 左                           | C・ハメルズC・ルイーズR・ハワードC・アトリーP・フェリスJ・ロリンズR・イバニェスS・ビクトリーノJ・ワース |
| 4                        | 左                       | M・ラミレス              | 右                       | V・パディーヤR・マーティンJ・ローニーR・ベリアードC・ブレイクR・ファーカルM・ラミレスM・ケンプA・イーシアー | 4                            | 一                           | R・ハワード                  | 左                           | C・ハメルズC・ルイーズR・ハワードC・アトリーP・フェリスJ・ロリンズR・イバニェスS・ビクトリーノJ・ワース |
| 5                        | 中                       | M・ケンプ                | 右                       | V・パディーヤR・マーティンJ・ローニーR・ベリアードC・ブレイクR・ファーカルM・ラミレスM・ケンプA・イーシアー | 5                            | 右                           | J・ワース                    | 右                           | C・ハメルズC・ルイーズR・ハワードC・アトリーP・フェリスJ・ロリンズR・イバニェスS・ビクトリーノJ・ワース |
| 6                        | 一                       | J・ローニー              | 左                       | V・パディーヤR・マーティンJ・ローニーR・ベリアードC・ブレイクR・ファーカルM・ラミレスM・ケンプA・イーシアー | 6                            | 左                           | R・イバニェス                | 左                           | C・ハメルズC・ルイーズR・ハワードC・アトリーP・フェリスJ・ロリンズR・イバニェスS・ビクトリーノJ・ワース |
| 7                        | 捕                       | R・マーティン            | 右                       | V・パディーヤR・マーティンJ・ローニーR・ベリアードC・ブレイクR・ファーカルM・ラミレスM・ケンプA・イーシアー | 7                            | 三                           | P・フェリス                  | 右                           | C・ハメルズC・ルイーズR・ハワードC・アトリーP・フェリスJ・ロリンズR・イバニェスS・ビクトリーノJ・ワース |
| 8                        | 三                       | C・ブレイク              | 右                       | V・パディーヤR・マーティンJ・ローニーR・ベリアードC・ブレイクR・ファーカルM・ラミレスM・ケンプA・イーシアー | 8                            | 捕                           | C・ルイーズ                  | 右                           | C・ハメルズC・ルイーズR・ハワードC・アトリーP・フェリスJ・ロリンズR・イバニェスS・ビクトリーノJ・ワース |
| 9                        | 投                       | V・パディーヤ            | 右                       | V・パディーヤR・マーティンJ・ローニーR・ベリアードC・ブレイクR・ファーカルM・ラミレスM・ケンプA・イーシアー | 9                            | 投                           | C・ハメルズ                  | 左                           | C・ハメルズC・ルイーズR・ハワードC・アトリーP・フェリスJ・ロリンズR・イバニェスS・ビクトリーノJ・ワース |
| 先発投手                 | 先発投手                 | 先発投手                 | 投球                     | V・パディーヤR・マーティンJ・ローニーR・ベリアードC・ブレイクR・ファーカルM・ラミレスM・ケンプA・イーシアー | 先発投手                     | 先発投手                     | 先発投手                     | 投球                         | C・ハメルズC・ルイーズR・ハワードC・アトリーP・フェリスJ・ロリンズR・イバニェスS・ビクトリーノJ・ワース |
| V・パディーヤ            | V・パディーヤ            | V・パディーヤ            | 右                       | V・パディーヤR・マーティンJ・ローニーR・ベリアードC・ブレイクR・ファーカルM・ラミレスM・ケンプA・イーシアー | C・ハメルズ                  | C・ハメルズ                  | C・ハメルズ                  | 左                           | C・ハメルズC・ルイーズR・ハワードC・アトリーP・フェリスJ・ロリンズR・イバニェスS・ビクトリーノJ・ワース |